# O Peto (Villardevós)
O Peto es una entidad de población situada en la parroquia de Osoño, del municipio español de Villardevós, en la provincia de Orense, Galicia.

## Demografía
La entidad de población de O Peto no consta ni en las bases de datos del INE ni en las del IGE por lo que se desconocen los datos demográficos de la misma.